# Borgo Palazzo
Borgo Palazzo [ˈborɡo paˈlaʦːo] (Bórg Palàss [ˈboɾk paˈlas , boɾpaˈlas] in dialetto bergamasco) è un quartiere del comune di Bergamo. Dal primo febbraio 2018 il quartiere comprende anche il rione Alle Valli (o San Francesco).
Dal 2018 è stabilmente presente una Rete di quartiere che raggruppa tutte le realtà presenti ed operanti a Borgo Palazzo alle Valli con l'obiettivo di collaborare con il Comune di Bergamo per migliorare la qualità della vita del quartiere
La parte alta del quartiere è attraversata dal torrente Morla; sul ponte che lo attraversa è installata una statua dedicata a san Giovanni Nepomuceno, protettore dalle alluvioni.
Nel quartiere si trova la chiesa parrocchiale dedicata a sant'Anna, il santuario della Madonna della Neve e la chiesa di Ognissanti del Cimitero monumentale di Bergamo. La parrocchia di Borgo Palazzo è dedicata a sant'Anna, la cui chiesa, progettata da Giuseppe Berlendis, venne edificata nel 1856. Vi era anche l'antica chiesa di Sant'Antonio in Foris risalente al XII secolo.
L'Olimpia Pallavolo, una squadra sportiva maschile che militava in Serie A2, ha avuto origine da questo quartiere.

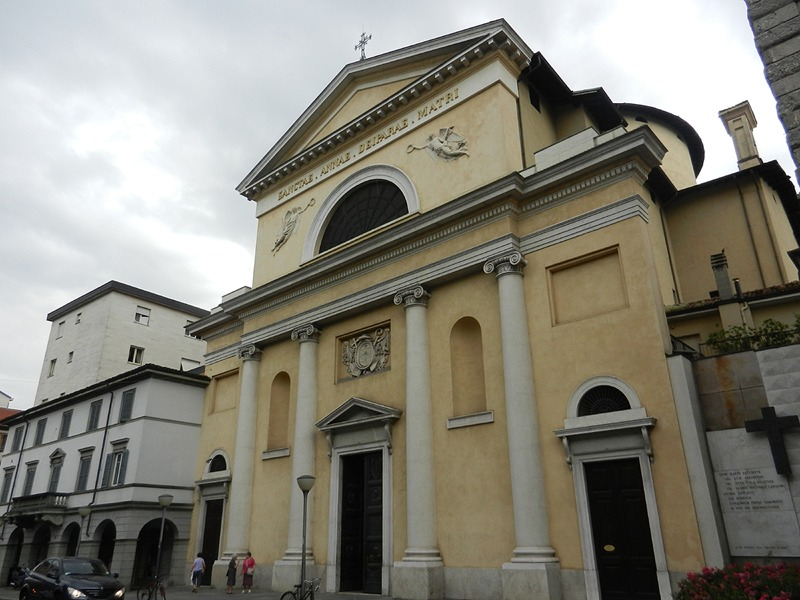
Chiesa parrocchiale di Sant'Anna
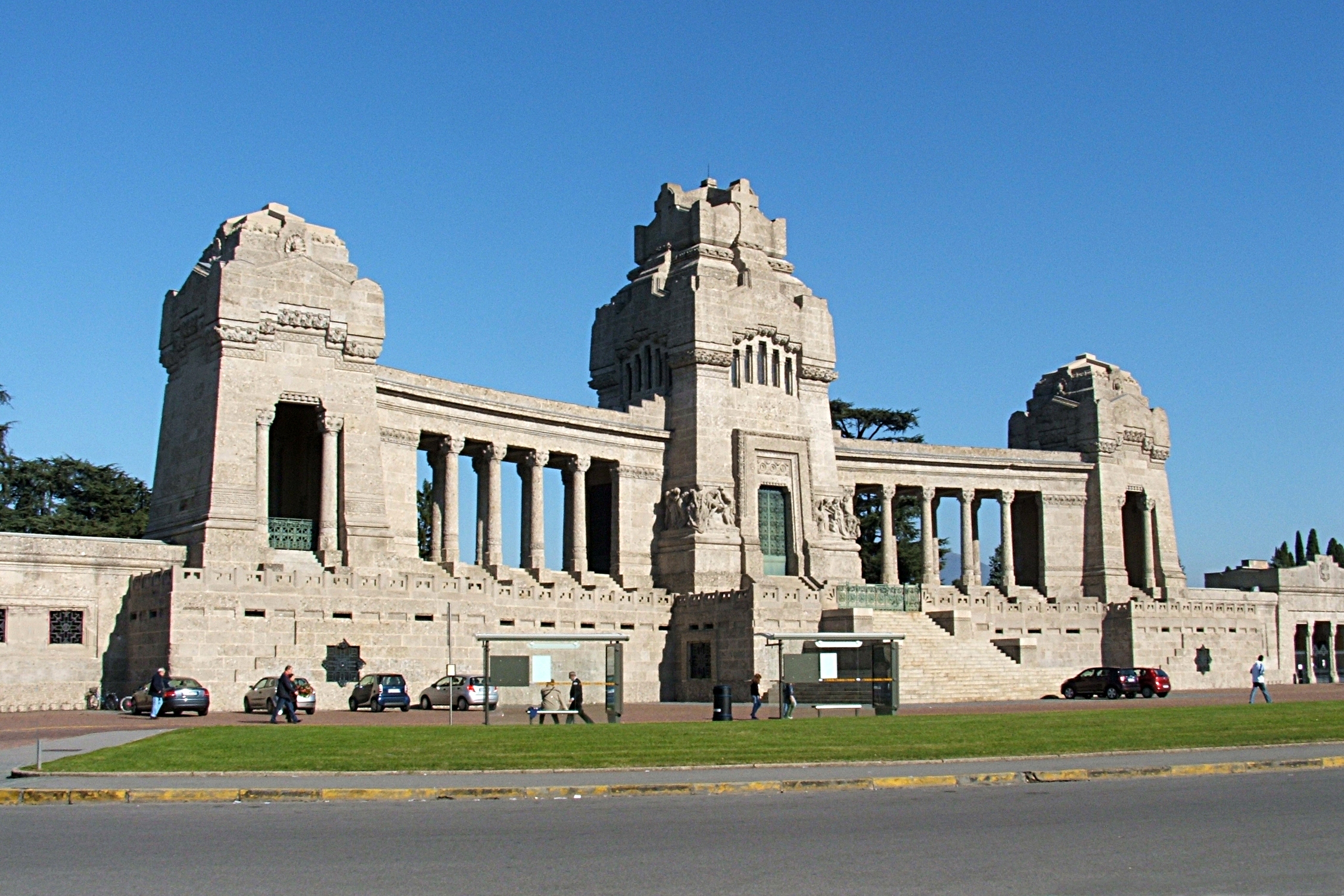
Cimitero monumentale di Bergamo
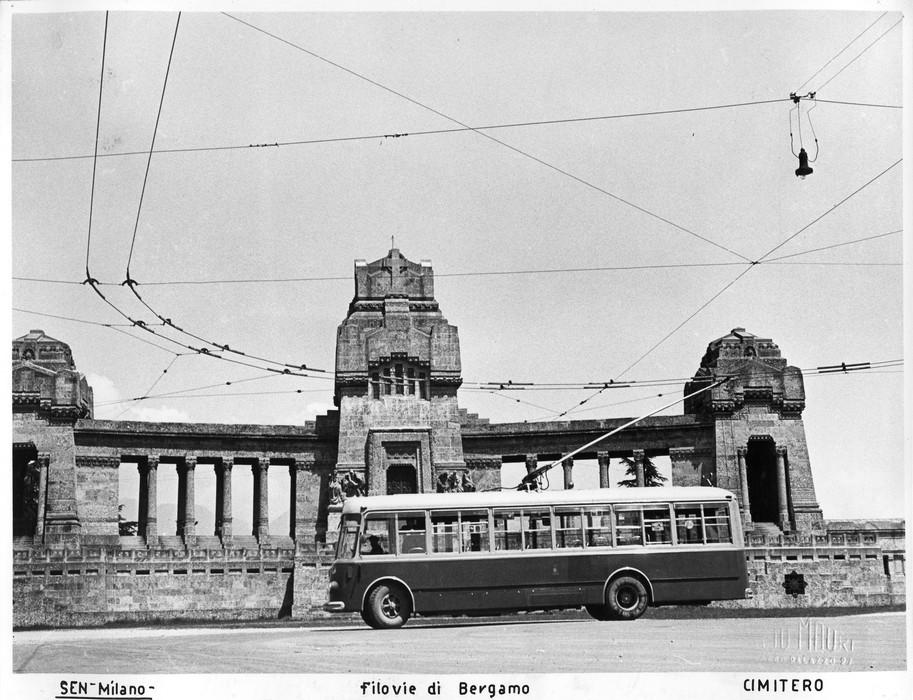
Il cimitero nel primo dopoguerra
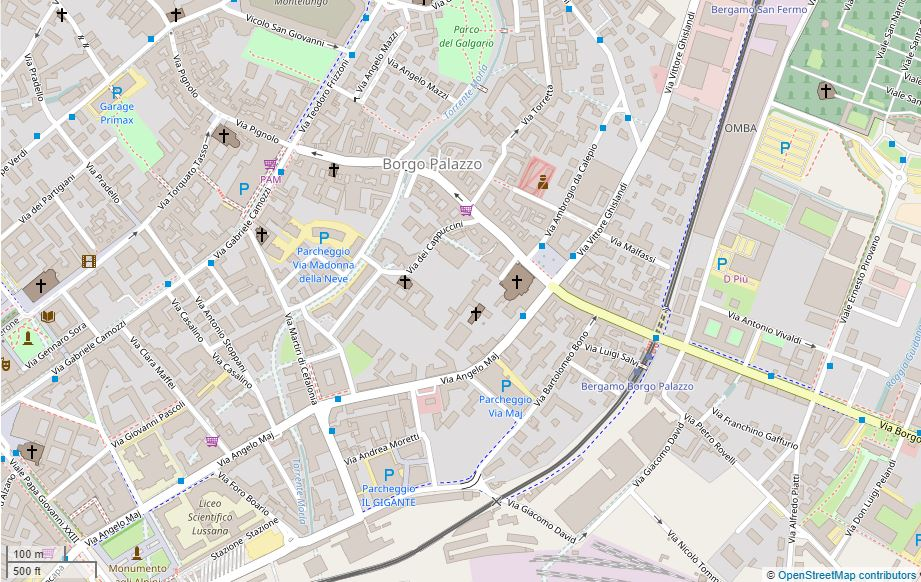
Bergamo, Sant'Anna (Borgo Palazzo alta)
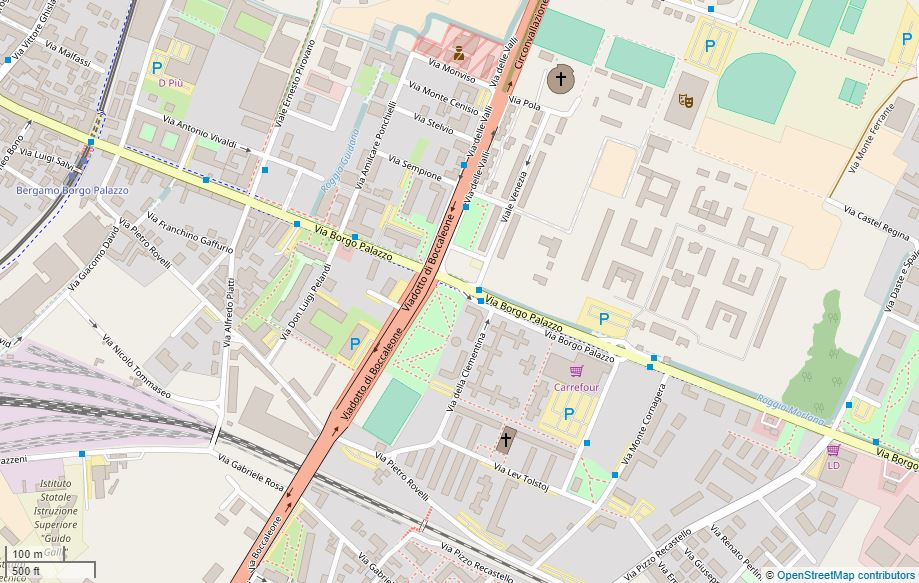
Bergamo, Borgo Palazzo
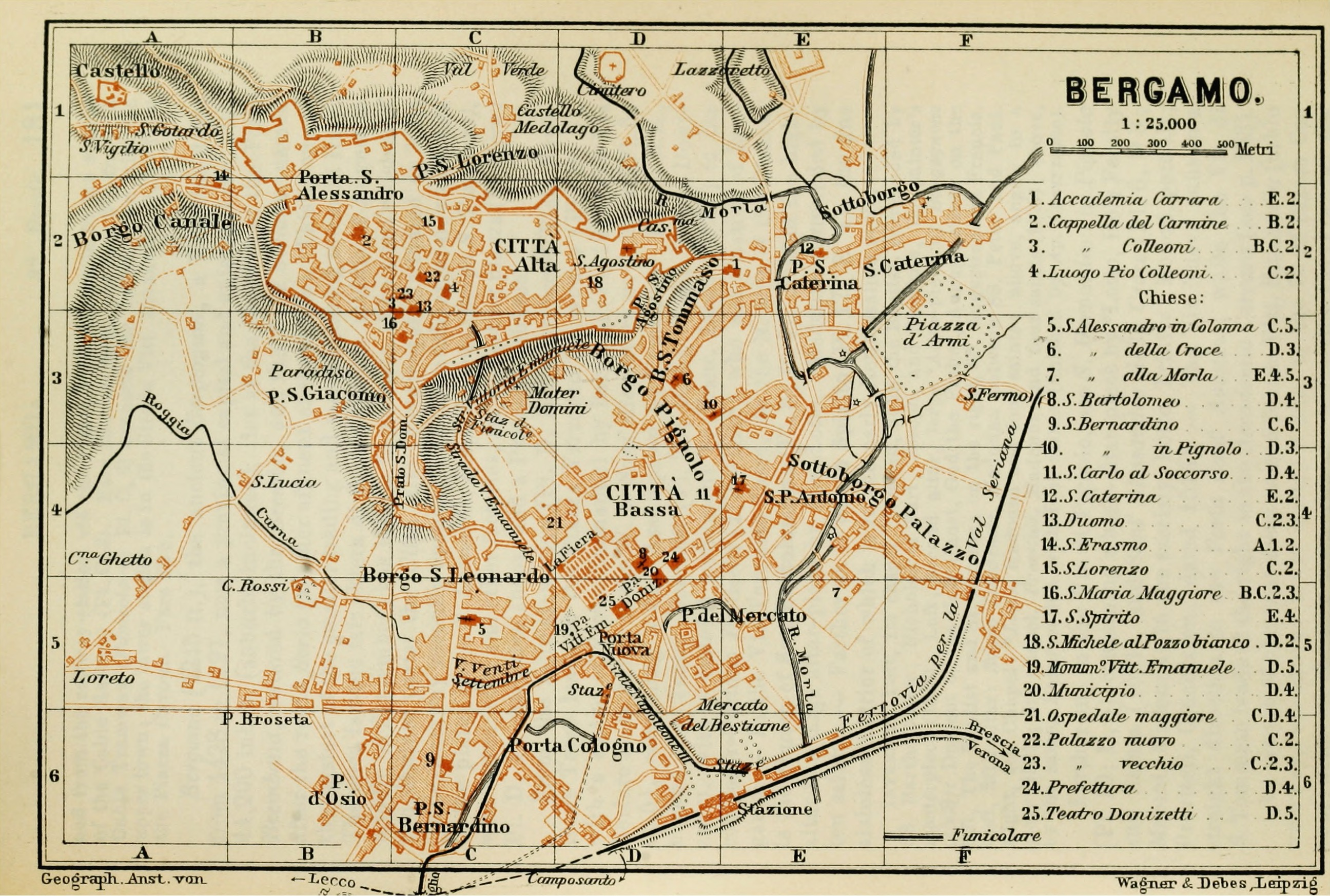
Borgo Palazzo indicato in una mappa di Bergamo del 1893